# Bichaur
Bichaur é um comitê de desenvolvimento de aldeia no distrito de Lamjung da zona Gandaki, centro-norte do Nepal. Na época do censo de 1991 do Nepal, tinha uma população de 2.462 pessoas vivendo em 488 famílias individuais.

## Terremoto no Nepal de 2015
A vila foi afetada pelo terremoto de 25 de abril de 2015. Juntamente com Ilampokhari, Dudhpokhari, Gaudu, Kolki e Pyarjung foram as aldeias mais afetadas no distrito de Lamjung.